# The Gathering (Testament-Album)
The Gathering (engl. für „die Versammlung“, „die Zusammenkunft“) ist das achte Studioalbum der US-amerikanischen Thrash-Metal-Band Testament. Es ist die letzte Platte mit neuen Stücken vor dem Album The Formation of Damnation  2008. Sie erschien im Juni 1999 auf dem bandeigenen Label Burnt Offerings. Nach dem Album Demonic, das starke Death-Metal-Einflüsse aufwies, wurde die Band auf The Gathering wieder etwas melodischer und Thrash-orientierter, obwohl zum Teil Death-Metal-ähnlicher Gesang verwendet wird. Wie schon auf Low spielte James Murphy die Leadgitarre. Als Schlagzeuger ist, statt, wie auf dem Vorgänger Gene Hoglan, nun Dave Lombardo zu hören.

## Entstehungsgeschichte
Bereits vor dem Südamerika-Teil der Demonic-Tour hatte Schlagzeuger Gene Hoglan, der jenes Album eingespielt hatte, die Band wieder verlassen. „Aus einer Bierlaune“ heraus hatte Eric Peterson Dave Lombardo angerufen. Zwar hatte dieser keine Zeit für diese anstehenden Konzerte, spielte jedoch The Gathering nach einigen Jamsessions, bei denen auch noch Songs entstanden, ein. Für die Musik zeichnete hauptsächlich Eric Peterson verantwortlich. James Murphy konnte sich am Songwriting nicht beteiligen, da er zuvor noch mit seinem zweiten Soloalbum Feeding the Machine beschäftigt war. Allerdings wurde er auch erst nach dessen Fertigstellung angesprochen. Gemeinsam mit dem neuen Bassisten Steve DiGiorgio (Sadus), der das für Demonic zurückgeholte Ur-Mitglied Derrick Ramirez ersetzte, wurde er nun zum festen Bandmitglied. Murphy half mit seiner Aufnahmeausrüstung aus, wodurch die Band in einem vergleichsweise günstigen Studio sechs Wochen investieren konnte. Das Abmischen erledigte Andy Sneap, der etwa für Machine Head tätig war.
Der Albumtitel The Gathering bezieht sich darauf, dass Testament auf der Platte Elemente ihrer unterschiedlichen Schaffensphasen miteinander vermischen. Als zwölftes Stück, das zunächst nicht auf das Album kam, wurde Hammer of the Gods aufgenommen. Es erschien unter anderem auf der Japan-Version. Auch The Gathering erschien wie schon der Vorgänger auf dem bandeigenen Label Burnt Offerings, diesmal wurde jedoch mit der Firma USG zusammengearbeitet, in Europa erschien die Platte auf dem Label Spitfire. Dem Album folgte eine Amerika- sowie eine Europa-Tour, bei letzterer war Dave Lombardo nicht dabei, für ihn spielte zwischenzeitlich erneut Gene Hoglan. Für eine zweite Europa-Tour 2000 stand Lombardo wieder zur Verfügung.

## Texte
Chuck Billys Texte auf The Gathering, die bei drei Stücken wie schon auf früheren Alben mithilfe des professionellen Songwriters Del James entstanden, thematisieren vor allem persönliche Erfahrungen. Down for Life handelt von Drogenproblemen seiner Freunde, Allegiance von Menschen, die ihn verraten haben. D.N.R. (Do Not Resuscitate) bezieht sich auf Chucks Vater, der vor einer Operation angab, nicht wiederbelebt werden zu wollen. Die Familie erwirkte dennoch eine Wiederbelebung, als dies notwendig wurde. Legions of the Dead, ein Titel ähnlich C.O.T.L.O.D (Curse of the Legions of Dead) auf The Legacy, ist der einzige lyrische Beitrag von Eric Peterson auf diesem Album, ein klassischer Splatter-Text, der von Untoten handelt und von Petersons Leidenschaft für Horror-Themen herrührt.

## Rezeption
Im Rock-Hard-Magazin nannte Frank Albrecht The Gathering „ein echtes Brett“ und „ein rundum gelungenes Thrash-Paket“. Die Band setze nicht ausschließlich auf die alte Schule, orientiere sich aber auch nicht nur am „Zeitgeist“. Er vergab neun von zehn Punkten. Auf whiskey-soda.de zählte der Rezensent die Platte zu den „drei besten..., die die Band seit 1987 rausgebracht“ hat. Auf allmusic.com bezog Jason Hundey den Albumtitel auf das Zusammenkommen herausragender Musiker auf diesem Album, das „pure fokussierte Aggression“ enthalte und die Band als „komplette, gutgeölte Musikmaschine“ zeige. Viereinhalb von fünf möglichen Sternen waren die Bewertung.

## Titelliste
1. D.N.R. (Do Not Resuscitate) – 3:34 (Eric Peterson, Chuck Billy)
2. Down for Life – 3:23 (Eric Peterson, Chuck Billy)
3. Eyes of Wrath – 5:26 (Eric Peterson, Chuck Billy, Del James)
4. True Believer – 3:36 (Eric Peterson, Derrick Ramirez, Chuck Billy, Del James)
5. 3 Days in Darkness – 4:41 (Eric Peterson, Chuck Billy, Del James)
6. Legions of the Dead – 2:37 (Eric Peterson)
7. Careful What You Wish For – 3:30 (Eric Peterson, Dave Lombardo, Chuck Billy, Del James)
8. Riding the Snake – 4:13 (Eric Peterson, Chuck Billy)
9. Allegiance – 2:37 (Eric Peterson, Dave Lombardo, Chuck Billy)
10. Sewn Shut Eyes – 4:15 (Eric Peterson, Chuck Billy, Del James)
11. Fall of Sipledome – 4:48 (Eric Peterson, Chuck Billy)

## Artwork
Das Cover-Artwork stammt wie schon bei Low und Demonic von Dave McKean, basierend auf einer Idee von Eric Peterson. Die abgebildeten Frauen mit den Schlangen sind auf Riding the Snake bezogen. Auf der Albumrückseite ist ein Vulkanausbruch zu sehen, der von 3 Days in Darkness inspiriert ist.